# Баром Рачеа IV
Баром Рачеа IV — король Камбоджі на початку XVII століття.

## Життєпис
Був другим сином короля Четти I і прямим спадкоємцем камбоджійського престолу. Перебував у сіамському полоні, звідки був звільнений 1603 року за посередництва Каєва Хуа. Останній після коронації Барома Рачеа IV перейшов в опозицію королівській владі, за що був страчений 1611 року.
Новий король прагнув відновити єдність камбоджійських земель під єдиною владою монарха. Втім 1618 року під тиском Сіаму був змушений зректись престолу на користь свого старшого сина Четти II.